# Andrei Vshivtsev
Bản mẫu:Eastern Slavic name
Andrei Aleksandrovich Vshivtsev (tiếng Nga: Андрей Александрович Вшивцев; sinh ngày 25 tháng 1 năm 1994) là một tiền đạo bóng đá người Nga. Anh thi đấu cho SFC CRFSO Smolensk.

## Sự nghiệp câu lạc bộ
Anh có màn ra mắt tại Russian Second Division cho FC Rubin-2 Kazan vào ngày 18 tháng 4 năm 2013 trong trận đấu với FC Nosta Novotroitsk.